# عامر کعبی
عامر کعبی (زاده مرداد ۱۳۵۰) نمایندهٔ حوزهٔ انتخابیهٔ آبادان در دورهٔ دهم مجلس شورای اسلامی است. وی توانست از مجموع ۹۷٬۵۲۴ رای با کسب ۲۷٬۷۰۶ رای معادل ۲۸٫۴۱٪ درصد کل آرا به عنوان نفر اول آبادان به مجلس راه پیدا کند.
عامر کعبی هم اکنون استاد دانشگاه علوم و فنون دریایی خرمشهر و استادیار دانشکده مهندسی دریا (گروه ریاضی) است 

## کتابهای ترجمه شده
حل عددی معادلات دیفرانسیل با مشتقات جزئی